# David Horton
Pour les articles homonymes, voir Horton.
David Horton est un athlète américain né en 1949. Spécialiste de l'ultra-trail, il détient le record de victoires sur l'Old Dominion 100 Mile Endurance Run, qu'il a remportée trois fois, en 1982, 1986 et 1988. Il a également remporté la JFK 50 Mile en 1985 et la Hardrock 100 en 1992 et 1993.

## Résultats
- 1981
  - 2e de l'Old Dominion 100 Mile Endurance Run.

- 1982
  - 1er de l'Old Dominion 100 Mile Endurance Run.

- 1984
  - 2e de la JFK 50 Mile.

- 1985
  - 3e de l'Old Dominion 100 Mile Endurance Run.
  - 1er de la JFK 50 Mile.

- 1986
  - 1er de l'Old Dominion 100 Mile Endurance Run.

- 1988
  - 1er de l'Old Dominion 100 Mile Endurance Run.
  - 2e de la JFK 50 Mile.

- 1989
  - 3e de la JFK 50 Mile.

- 1990
  - 3e de l'Old Dominion 100 Mile Endurance Run.
  - 2e de la JFK 50 Mile.

- 1991
  - 2e de la JFK 50 Mile.

- 1992
  - 2e de l'Old Dominion 100 Mile Endurance Run.
  - 1er de la Hardrock 100.
  - 3e de la JFK 50 Mile.

- 1993
  - 1er de la Hardrock 100.
  - 2e de la JFK 50 Mile.

- 1998
  - 2e de la Hardrock 100.

- 2000
  - 3e de la Hardrock 100.